# Paparazzi (песма Лејди Гаге)
Paparazzi је песма америчке певачице Лејди Гаге са албума The Fame и на њему се налази као пети сингл. Објављена је 6. јула 2009. године за Interscope Records. Гага у песми приказује своју борбу и жељу да постане позната као и успостављања равнотеже између успеха и љубави. Доживела је велики успех достигавши прво место на топ листама у Шкотској, Чешкој и Немачкој.

## Музички спот
Музички спот је режирао Јонас Окерлунд и у њему се приказује како папараци прогањају Гагу, док њен дечко покушава да је убије. Гагиног дечка у споту глуми Александер Скарсгорд. Након што се опоравила, Гага сипа дечку отров у пиће и он умире поред ње на каучу, а она бива ухапшена. Спот је добио две МТВ видео музичке награде 2009. године.